# Родстер

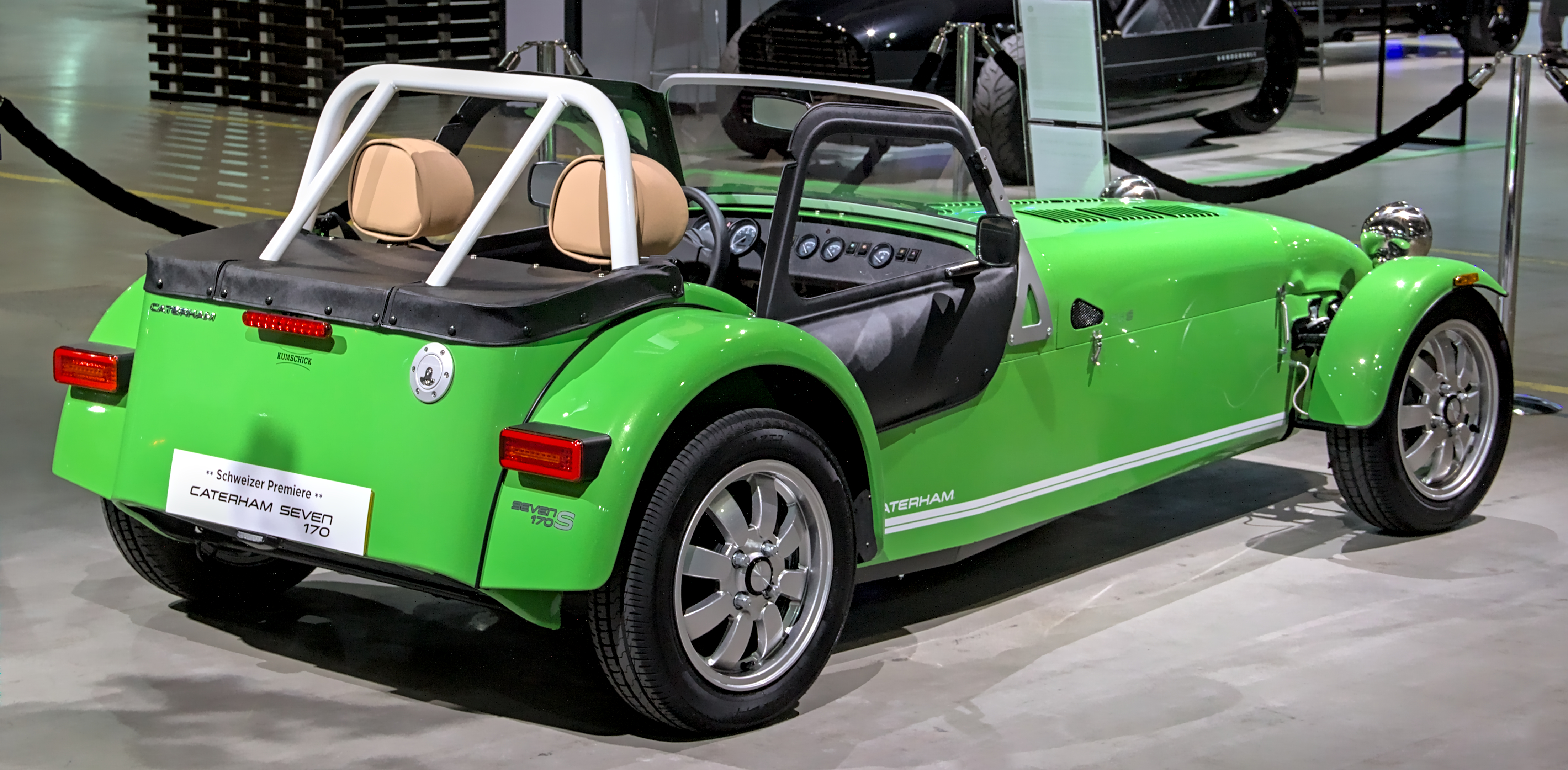
Класичний сучасний родстер (Caterham 7)

Ро́дстер (англ. roadster) — модель спортивного автомобіля з формою кузова двомісного автомобіля із заднім приводом, як правило передньою компоновкою двигуна і коротким заднім відсіком.
Первісно родстером вважалося авто без постійного даху, на відміну від кабріолета, які прийшли на заміну легкій кареті запряженій кіньми. Навіть із піднятим м'яким верхом та «вікнами» (якщо вони були), водій та пасажир родстеру залишалися беззахисними від негоди.
Наразі, родстери — це більше маркетинговий ярлик, аніж технічній термін. Моделі з цією назвою можуть мати як м'який дах з тканини, так і міцний складний або стаціонарний дах.
Часто також використовується термін «спайдер» (spider в Італії, spyder в Англії).
Сучасні Родстери:

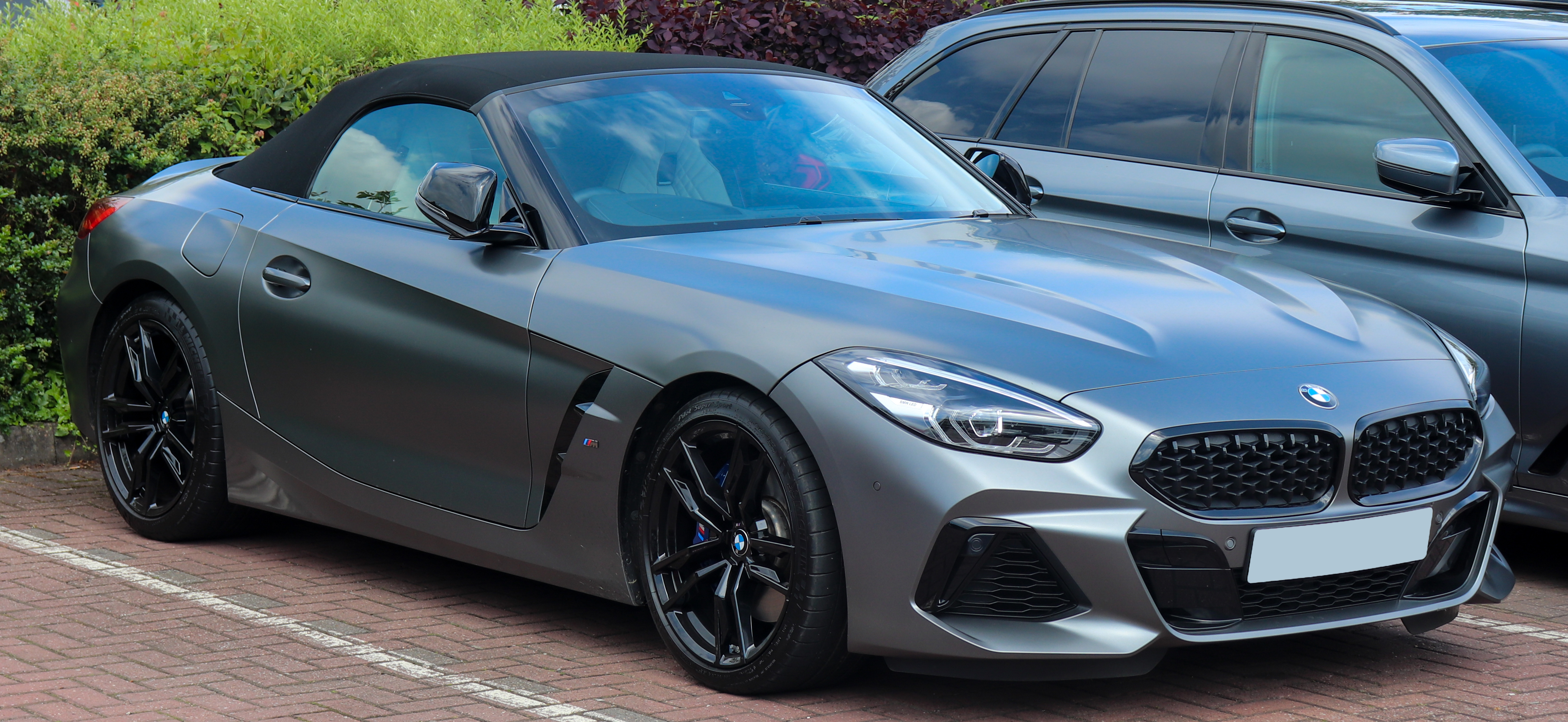
Родстер BMW Z4 в кузові (G29).
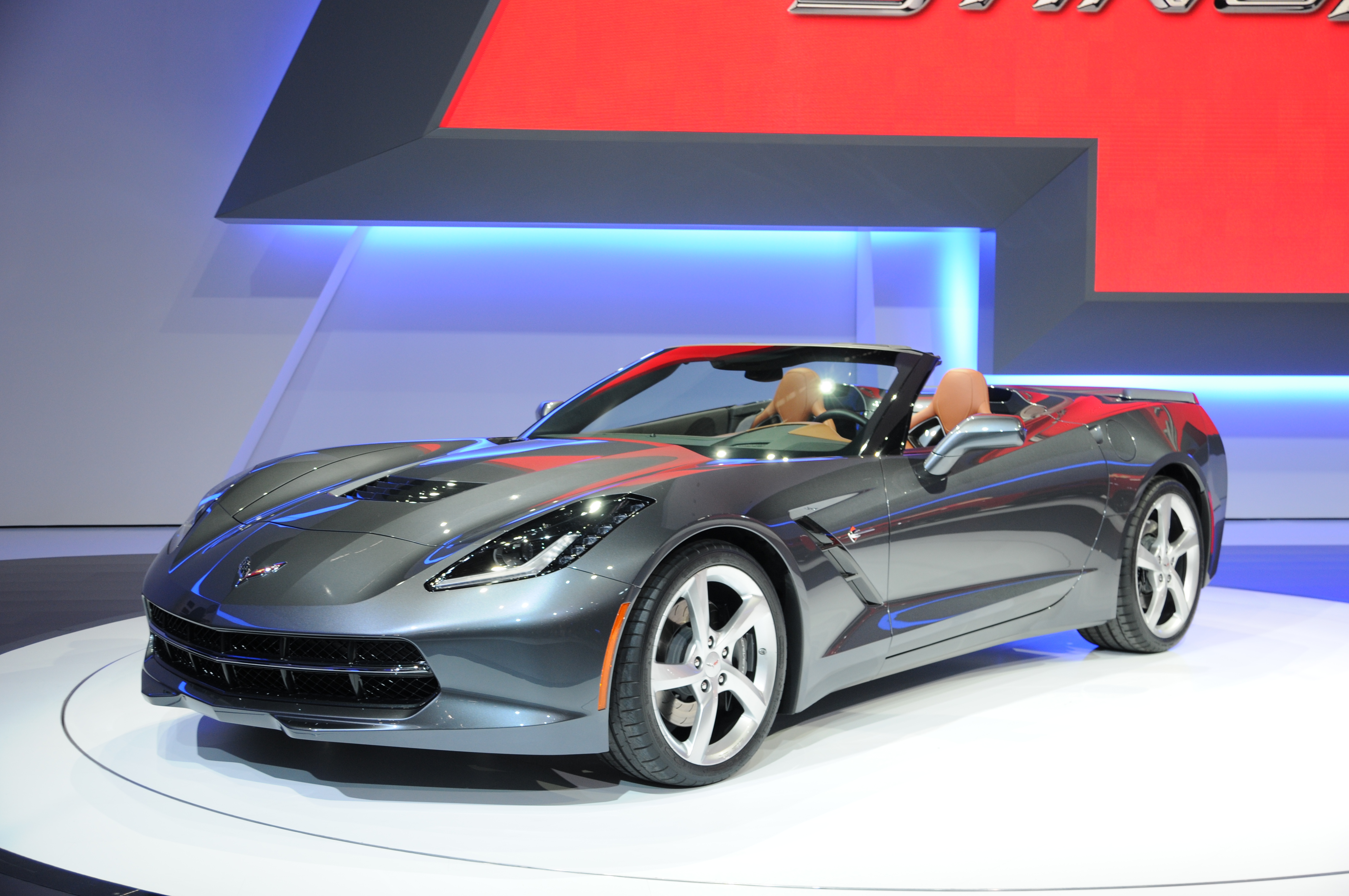
Chevrolet Corvette
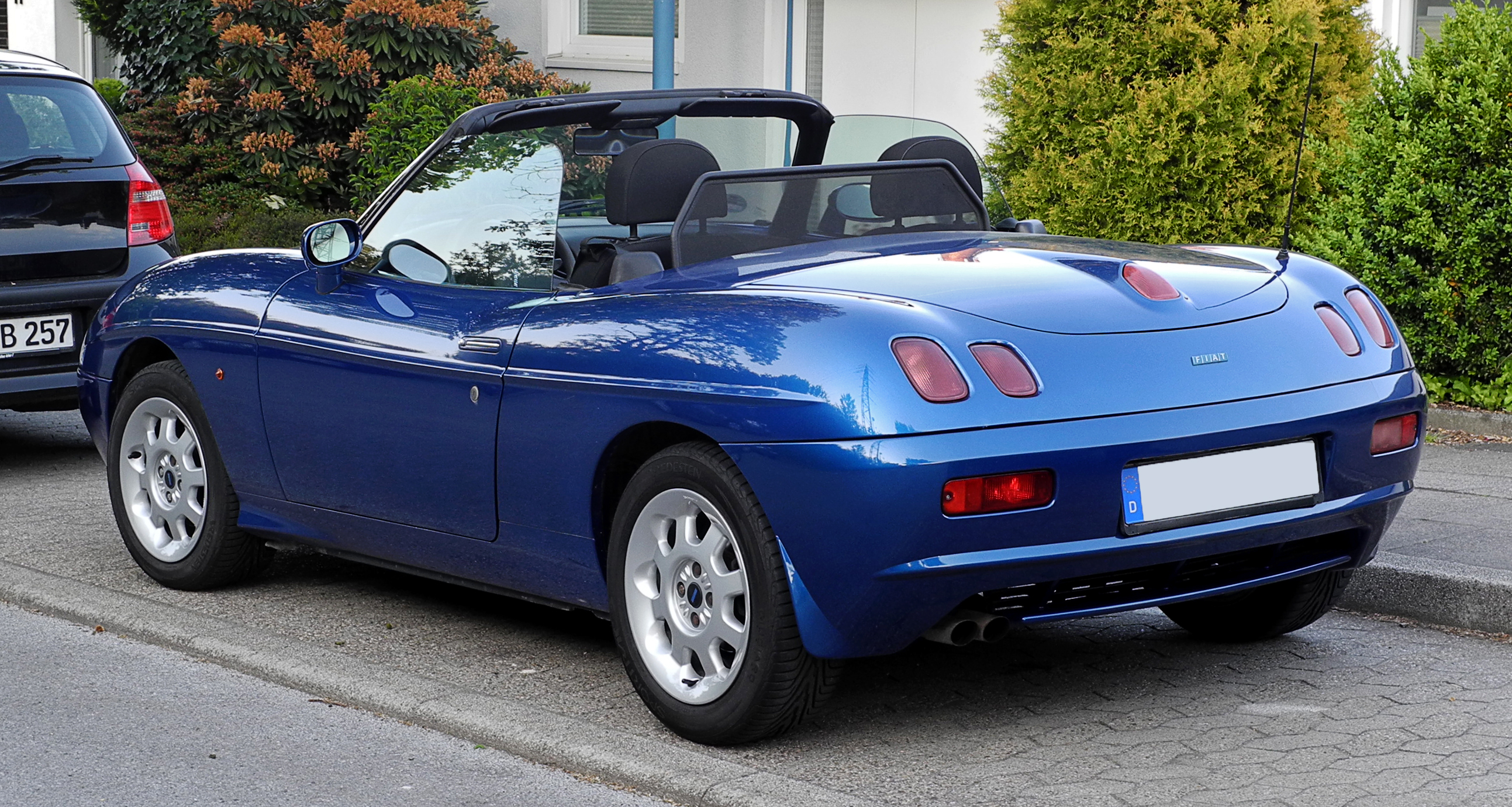
Fiat Barchetta
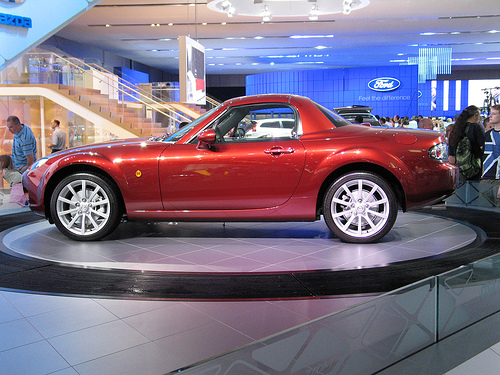
Mazda MX-5
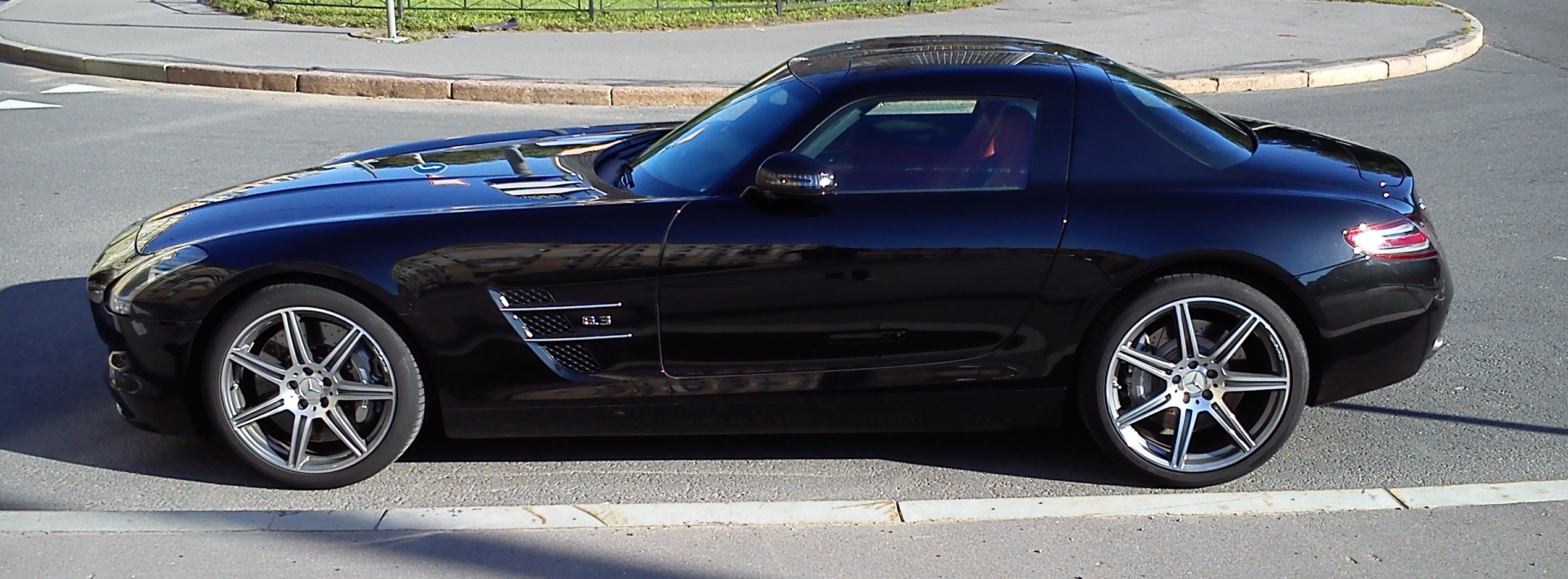
Mercedes-Benz SLS AMG